# Нюдзен
Нюдзен (яп. 入善町 Нюдзэн-мати) — посёлок в составе уезда Симониикава префектуры Тояма, Япония. Площадь города составляет 71,29 км², население — 25 861 человек (1 июля 2014), плотность населения — 362,76 чел./км².

## Население
Население города оценивается в 25 861 человек (1 июля 2014), а плотность — 362,76 чел./км². Изменение численности населения с 1980 по 2005 годы:
| 1980 | 29 163 чел. |  |
| 1985 | 29 551 чел. |  |
| 1990 | 29 625 чел. |  |
| 1995 | 28 886 чел. |  |
| 2000 | 28 276 чел. |  |
| 2005 | 28 005 чел. |  |